# Ludvig Mahler
Ludvig Mahler (født 2. april 1903, død 1. juli 1987) tegnede og skrev i 1945 historien om Krølle-Bølle til sin søn, Ole. Senere blev det til en bog. I den kan man læse om Krølle-Bølles rejse rundt på Bornholm.
Ludvig Mahler var kontorchef hos De Bornholmske Jernbaner.